# Јеротеј Рачанин
Јеротеј Рачанин (друга пол. XVII век — манастир Велика Ремета, после 1727), српски писац и преписивач црквених књига. Његово Путешествије ка граду Јерусалиму (1727) значајно је као први путопис на прагу барокне књижевности писан народним језиком.

## Превод на савремени српски језик
- Путовање ка граду Јерусалиму: године од створења 7212., а од рођења Христовог 1704., месеца јула 7, “Браничево”, год. 40, октобар (1992/93/94), 68–99;
- исто (одломак), “Рачански зборник”, књ. 6, 73.